# Менц, Катарина
Катарина Менц (нем. Katharina Menz; род. 8 октября 1990, Бакнанг, Баден-Вюртемберг) — немецкая дзюдоистка, выступающая в весовой категории до 48 кг. Бронзовый призёр Олимпийских игр 2020 года и чемпионата мира 2022 года.

## Биография
Катарина Менц родилась 8 октября 1990 года в Бакнанге. Занимается дзюдо с шестилетнего возраста, а ранее пробовала себя в верховой езде и балете.

## Карьера
В 2009 году Катарина Менц выиграла серебряную медаль чемпионата мира среди юниоров в весовой категории до 44 килограммов. С 2010 года он участвует в соревнованиях в весовой категории до 48 килограммов (сверхлегком весе). В 2013 году она впервые вышла в финал чемпионата Германии, но проиграла там Кай Краус.
В 2018 году Менц впервые завоевала медаль на турнире Большого шлема, став третьей на турнире в Екатеринбурге. В 2019 году на турнире Большого шлема в Абу-Даби она вновь стала бронзовым призёром. В 2017 году она впервые приняла участие на чемпионате мира, но выбыла уже в первом туре. Аналогично, проигрывая первый поединок, она завершила чемпионат Европы 2018 и 2019 годов. На чемпионате мира 2019 года в Токио она впервые вышла во второй раунд, победив Анн Судзуки из США, но затем проиграла олимпийской чемпионке Пауле Парето.
В 2020 году Менц завоевала бронзовую медаль на чемпионате Европы в Праге. Катарина проиграла в четвертьфинале француженке Мелани Клеман, но затем выиграла в утешительном раунде и далее в схватке на бронзу. В июле 2021 года Менц приняла участие на Олимпиаде в Токио, выбыв в первом раунде личного турнира, проиграв чилийке Мари Ди Варгас. В командном турнире завоевала бронзовую медаль.
Катарина Менц выступает за клуб TSG Backnang из Зиндельфингена.